# Honorio Maura Gamazo
Honorio Maura Gamazo (Madrid, 29 de octubre de 1886-Fuenterrabía, 4 de septiembre de 1936) fue un dramaturgo y político monárquico español, diputado a Cortes durante la Segunda República. 
Hijo del expresidente del gobierno de España, Antonio Maura y de Constancia Gamazo, esta a su vez hermana de Germán Gamazo, también político de la Restauración. Pionero en su familia en el teatro y cine luego le sigueron Julia Maura, Jorge Semprún y Jaime Chávarri, sobrino de Constancia de la Mora. También por vía de su tío el grabador Bartolomé Maura y Montaner, la saga continúa con la actriz Carmen Maura. Honorio fue asesinado por milicianos anarquistas durante la guerra civil.

## Biografía

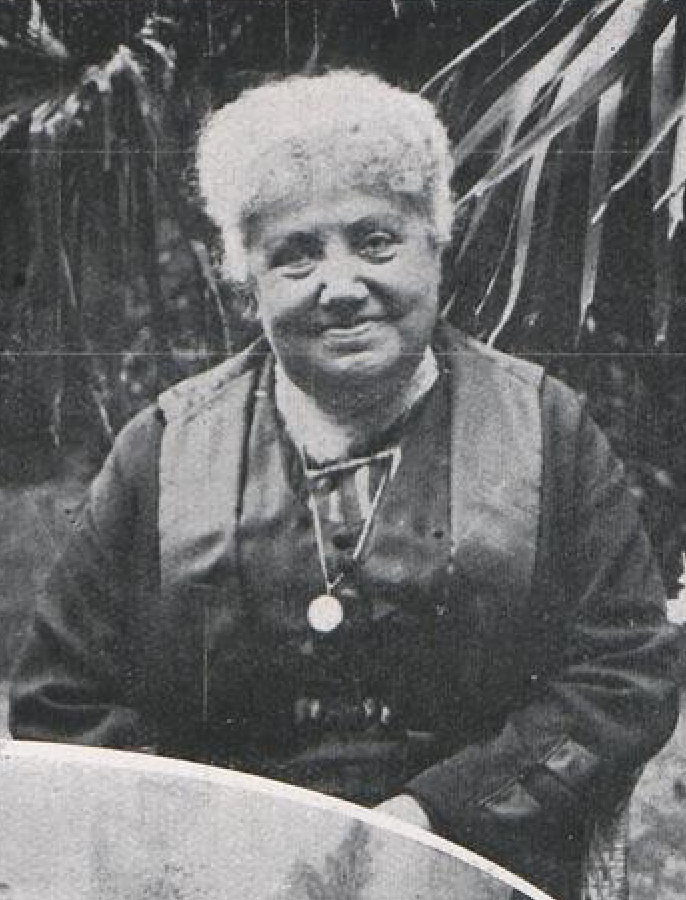
Constancia Gamazo, madre de Honorio Maura.

Hijo de Antonio Maura y Constancia Gamazo, hizo sus primeros estudios en el Colegio de los Jesuitas de Chamartín de la Rosa. Obtenido el título de bachiller, fue enviado primero a Francia y luego a Suiza y Alemania para que estudiara la carrera de ingeniero industrial, lo que llevó a cabo en la Escuela Politécnica de Zúrich y en las universidades de Bonn y Aquisgrán.         
De regreso a España, cursó en Madrid la carrera de Derecho. Honorio tuvo de joven una hija natural, a la cual reconoció y se educó con sus abuelos paternos, tal fue el escándalo que el arzobispo de Madrid se opuso a un posible enlace y le instaron a poner tierra de por medio una temporada, por lo cual marchó a México y luego a la República Argentina, país que le cautivo, su aventura americana la realizó junto su  hermano Antonio Maura Gamazo, que fuera empresario del subte de Buenos Aires y fundador el primer country club de Suramérica, el Tortugas Country Club, casándose ambos con dos argentinas, Sara Escalante y Sara Pieres descendiente de mallorquines que llegaron a la Argentina en 1760.   

Los Pieres emparentaron con otras familias de los primeros pobladores del Río de la Plata, descienden de Don Martín Suárez de Toledo y  de la Adelantada Doña Mencía Calderón, entre otros. Los hermanos Antonio y Honorio Maura fueron amantes del Polo, Antonio creando Tortugas club de Polo y Honorio casándose con una Pieres ya que son actualmente una dinastía de Polo argentino. Honorio Permaneció cuatro años, en América dedicado a especulaciones agrícolas y ganaderas en su finca de Olascoaga cerca de Buenos Aires, según relata la prensa argentina. Retornó definitivamente a España después de su matrimonio con Sara Pieres Fernández do Eixo el 19 de septiembre de 1914 en Buenos Aires contando veintiocho años de edad.  

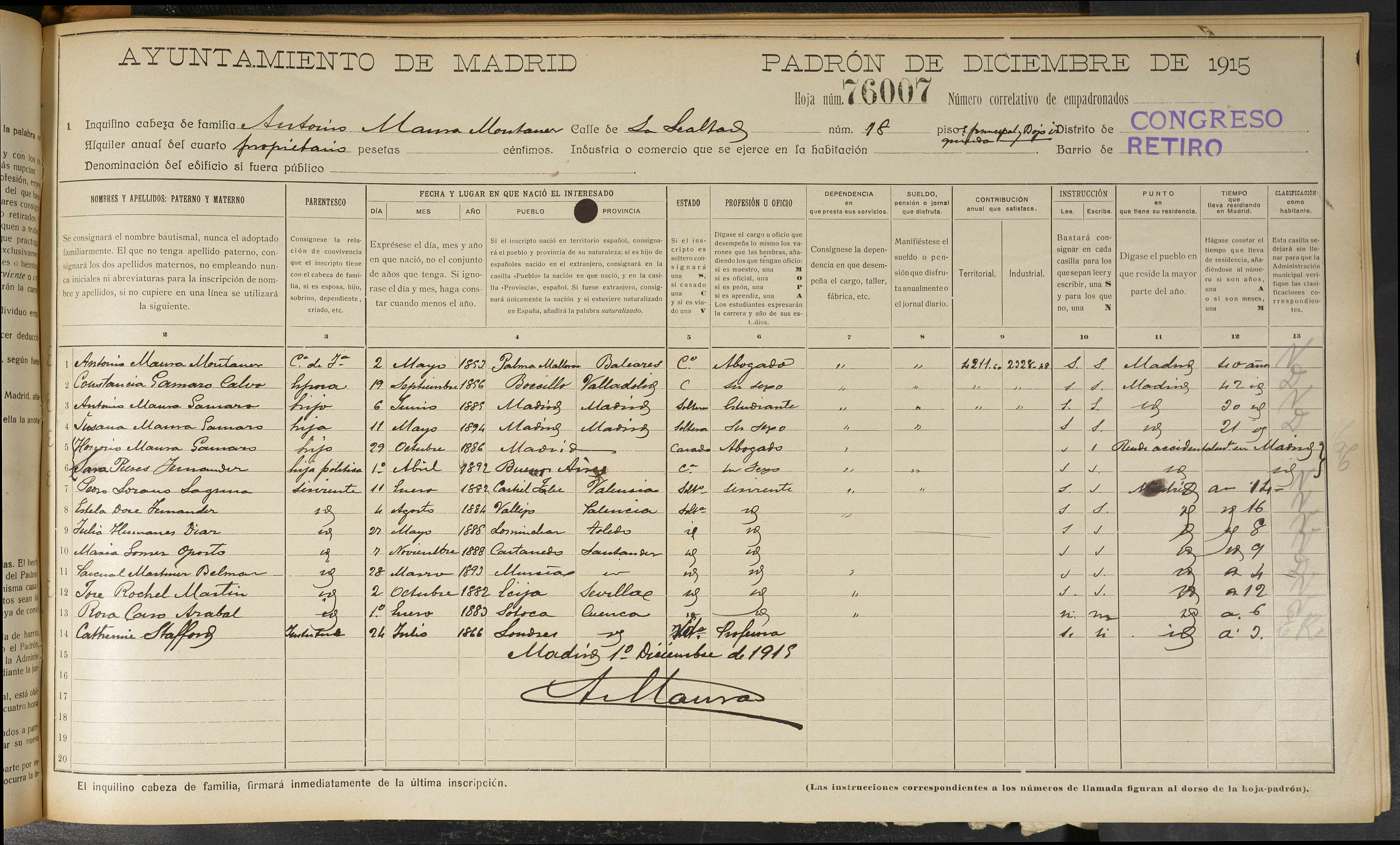
Residentes casa de Antonio Maura.

 Honorio tenía claro que su vocación sería el teatro además de participar en algunas actividades empresariales,  fue cofundador del Banco de Madrid antes llamado Banco Hispano-Austro Húngaro con sus hermanos, siendo también accionista Alfonso XIII, además de cofundar la primera fábrica de pavimentos de linóleo en España "Linoleum Nacional" siendo un negocio demasiado innovador y prematuro para la época.

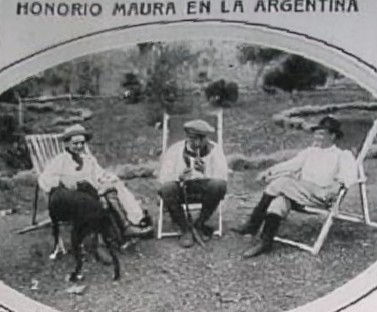
Honorio entrevista en Oloscoaga.

### Teatro y cine
Destacó en el teatro con gran éxito produciendo comedias ingeniosas, en las que mezclaba la frivolidad con la ironía y conocimiento de la alta sociedad, lo que se denomina "Alta comedia" de la escuela benaventina. Según Juan Ignacio Luca de Tena, «creo que si no se hubiese llamado Maura, y sin la categoría política que ostentaba su padre, Honorio sería considerado hoy como uno de los primeros comediógrafos del siglo XX» Ref. 
 Sus comedias tenían graciosos diálogos y un ameno desarrollo escénico, en el que se pueden saborear unos diálogos, un tanto "literarios" rápidos, intuitivos y certeros. Los argumentos de estas obras, salpicados de momentos humorísticos, componían irónicos retratos de sociedad reflejaban el mundo cómodo y elegante de los burgueses y los aristócratas en los que a veces se percibía un tono frívolo, si bien muy morigerado, nunca incompatible con el sentido moralizante, pero si con cierta ironía y crítica social de una aristocracia decadente e incapaz de adaptarse a los nuevos tiempos, frente a una nueva burguesía en ascenso más acorde con los tiempos modernos. 
 Trabajó entre otros con Gregorio Martínez-Sierra, que estrenó en su Teatro "Eslava" la primera obra de Honorio Maura, Corazón de mujer con la compañía de Catalina Bárcena pareja de Martínez-Sierra, este fue también el descubridor del joven García-Lorca y además fue promotor de los Bailes Rusos de Diaghilev en los que participó Picasso y demás artistas. Escribe Federico García Lorca, en su epistolario de 1925. 

«Queridisimos padres y hermanos.... Como os habréis enterado, la pobre Catalina "Bárcena" ha sufrido un ataque de gripe tan fuerte que ha quedado afónica una temporada y ha habido necesidad de cerrar el teatro. Las gentes se han lanzado a decir calumnias contra ella y sus amigos y se ha visto precisada a querellarse. Se dijo que se había fugado con Honorio Maura y que tenía relaciones con todos los que íbamos al saloncillo. Como comprenderéis, esto es una cosa monstruosa y que da miedo la falta de pudor que tiene la gente. Yo lo siento por ella, que es muy simpática. Ayer estuve a verla y lloró la pobre como no tenéis idea».

 A raíz de su contacto con Gregorio Martínez Sierra trabó amistad con el torero Ignacio Sánchez Mejías, que llegó a interpretar un pequeño papel con Honorio, en una de sus obras. Enrique de Mesa, el cronista de teatros más duro de Madrid, le hizo una injusta pero magnífica crítica en verso, por la cuaderna vía, de la que cuerdo algunas estrofas, según cuenta Juan Ignacio Luca de Tena, en su biografía " Mis amigos muertos".

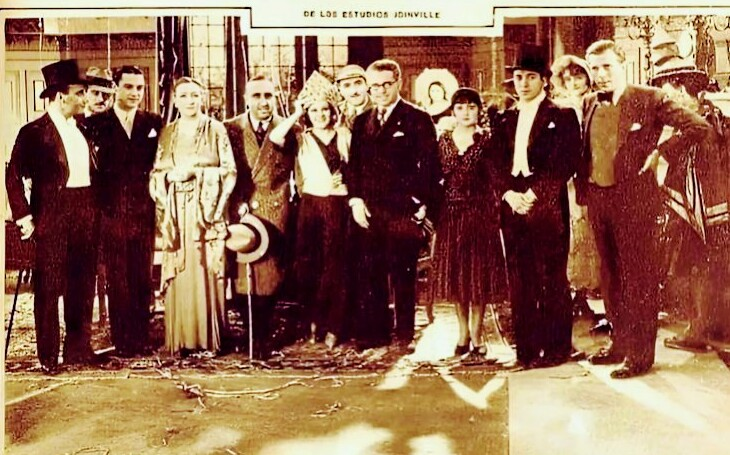
Honorio Maura, visita Paramount, París.

Entre sus obras, destacan: Corazón de mujer, Julieta compra un hijo, 'Baby, La muralla de oro, Raquel, Cuento de hadas, La condesita y su bailarín, La noche loca, Por sus pasos contados, Eva, indecisa, Susana tiene un secreto,"1945"  : Comedia del Porvenir, escrita en 1920, anticipa un futuro dominado por las mujeres, es el primer texto que utiliza el término robot, al menos en castellano. Algunas de sus obras son un reflejo fiel de la situación política del momento, como "El príncipe que todo lo aprendio en la vida" obra fiel a los últimos momentos del reinado de Alfonso XIII, donde se reviven los escenarios protagonizados por la realeza de un lugar imaginario llamado Arcadia. En este caso el rey de ficción será un vivo reflejo del monarca destronado en la realidad. No en vano, de los autores españoles Honorio Maura era el que más intimidad tenía con el monarca.
Gregorio Martínez Sierra no solía escribir una sola línea cuando firmaba en colaboración. Su concepto de la autoría le permitió compatibilizar la condición de ágrafo con la de prolífico. Honorio Maura es, por lo tanto, el verdadero responsable de Susana tiene un secreto.

### Política

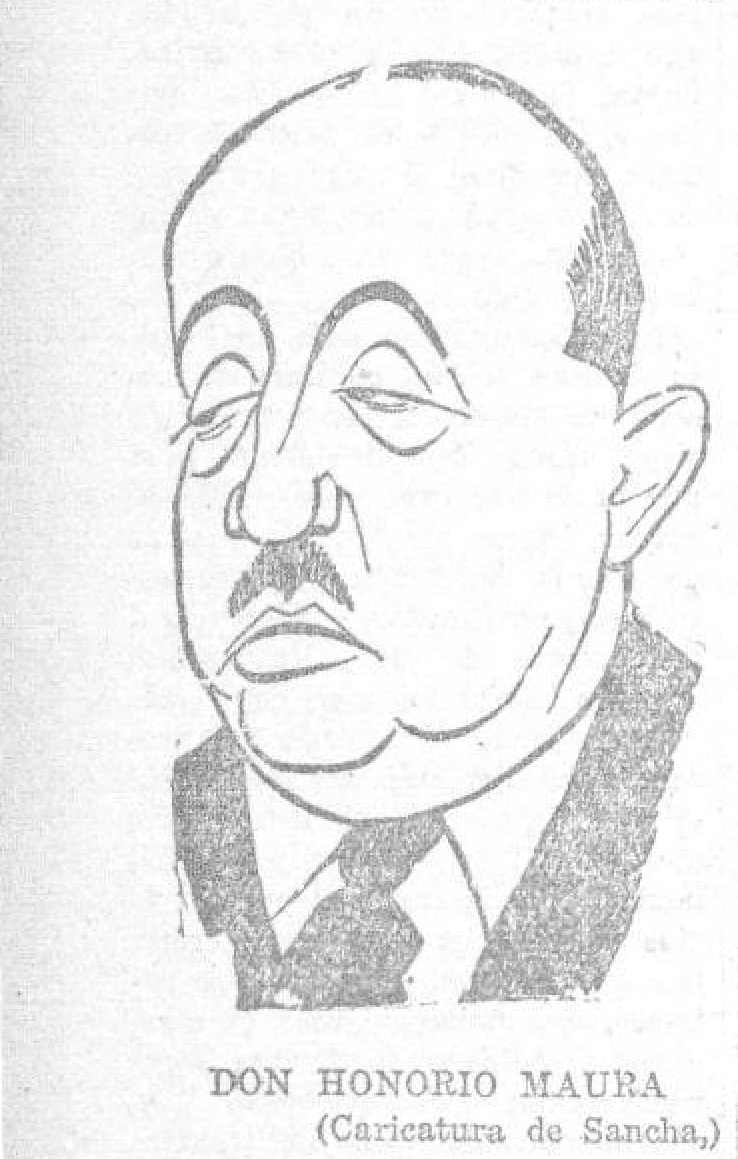
Caricaturizado por Sancha en La Voz (1928)

Amigo íntimo y albacea de Alfonso XIII, con la llegada de la II República se dedicó casi exclusivamente a la política, compaginándolo con el teatro, en el que alcanzó un notable éxito. Gabriel Maura, su hermano reunió en su despacho, el 13 de abril de 1931 al grupo dirigente del maurismo, entre ellos Antonio Goicoechea, y todos acordaron que había que formar un nuevo Gobierno que convocara Cortes Constituyentes y que el Rey debía expatriarse, durante un tiempo por lo menos. Para atraerse a los republicanos iban a proponer el adelanto de las elecciones generales al 10 de mayo y si las volvían a ganar las candidaturas antidinásticas el rey declinaría sus poderes. La propuesta fue trasladada a Palacio por Honorio Maura Gamazo, quien encontró al rey dispuesto a abandonar el país tras dejar el poder en manos de un Gobierno «constitucionalista». Cuando al fin el 13 de abril el Rey decide que prefiere apartarse, encarga a Gabriel Maura la redacción de su manifiesto de despedida. 
El 14 de abril de 1931, su hermano Miguel fue nombrado ministro de Gobernación de la II república, trece meses después Alfonso XIII, estaba en el exilio, desde Fontainebleau, el monarca destronado envió una carta a Honorio Maura, con un encargo: que dijera al ministro su hermano, que había acertado es sus predicciones y que le diera un abrazo. Honorio Maura junto al marqués de Luca de Tena, colaboró en la constitución del Círculo Monárquico Independiente; y fue detenido tras los sucesos de mayo de 1931. Frente a la actitud republicana de su hermano Miguel, su ideal fue el retorno de la monarquía.  
El propio Miguel, ministro republicano de la Gobernación, comentaría agriamente el 15 de septiembre de 1931 durante un Consejo de Ministros: «el idiota de mi hermano también ha dado dinero», mientras hacía balance de la financiación y estado de las conspiraciones antirrepublicanas. Honorio fue detenido junto José Félix de Lequerica y Ramiro de Maeztu,  como parte de la trama civil del golpe de Estado de agosto de 1932. Militó, a partir de febrero de 1933, en el partido monárquico Renovación Española, que dirigía el antiguo maurista Antonio Goicoechea. Obtendría un escaño por Pontevedra en las elecciones de 1933. Al mismo tiempo, colaboró en el diario ABC y en la revista Renovación Española, combatiendo al régimen republicano. En el Parlamento, criticó el "accidentalismo" y la táctica "posibilista" de José María Gil-Robles y la CEDA. 
Tras la revolución de octubre de 1934, además de exigir la derogación del Estatuto de Autonomía de Cataluña de 1932, escribió encendidos artículos en el diario ABC contra los revolucionarios de Asturias:

A los que llamó "Escoria, podredumbre y basura que roe las entrañas de la Patria, al tiempo que lamentaba la muerte de esas mujeres y esos niños degollados y ultrajados bárbaramente por unos chacales repugnantes que no merecen ser ni españoles ni seres humanos". (16 de octubre).»

 Cuatro días después (el 20 de octubre) publicaba otro artículo donde concebía la represión ejercida contra los mineros y los obreros asturianos que se habían sublevado como el inicio de «la revolución auténtica y salvadora para España»:

«La revolución auténtica y salvadora para España... la buena, la santa, la definitiva, la que puede devolver a España días de paz, de gloria y de prosperidad... ha empezado. Y hay que continuarla y llegar hasta el fin. Hay que barrer todo lo que sea antipatria, extranjerismo, doctrina exótica (...). Nosotros somos nosotros (...) De cruces y espadas está hecho nuestro pasado, y en la cruz y las espadas tiene que cimentarse nuestro porvenir. Es nuestro destino español.»

Honorio Maura estuvo muy activo en 1935 participando en diversos mítines por toda España "El Bloque Nacional ofreció un gran acto en Albacete el día 22 de diciembre de 1935, en el que intervinieron Honorio Maura y José Calvo Sotelo, enumerando ambos oradores en sus discursos todos los puntos claves de su programa incluyendo su crítica al sistema republicano y a lo que había hecho la República con la Iglesia, refiriendo la quema de iglesias".Ref

### Cautiverio y muerte (1936)

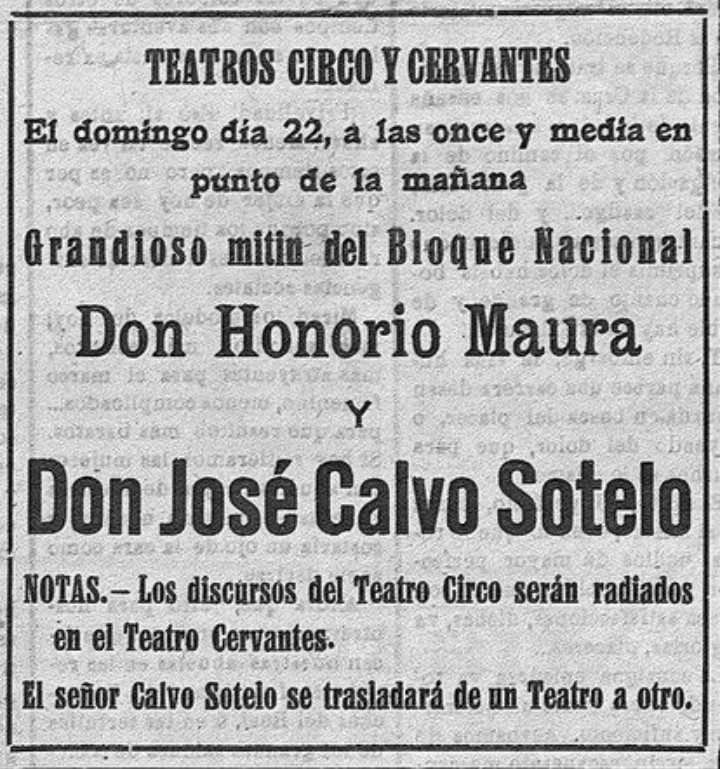
Mitin de Calvo Sotelo y Maura

Fue uno de los firmantes del manifiesto del Bloque Nacional, de José Calvo Sotelo. Al iniciarse la guerra civil española, fue acusado de no participar de las ideas del Gobierno del Frente Popular y lo detuvieron en Zarauz, donde veraneaba. Primero lo condujeron a la cárcel de San Sebastián, donde pasó varias semanas. Al cabo de ellas un grupo de extremistas de la FAI lo condujeron a la frontera, junto con Víctor Pradera, José María de Urquijo, el conde de Plasencia, el ministro de la monarquía Leopoldo Matos y Massieu, el político tradicionalista Joaquín Beunza y Ramón Brunet, testigo de los hechos. En plena carretera, les hicieron bajar del camión diciéndoles que los iban a fusilar. Pidieron un cuarto de hora para rezar el rosario. Se lo concedieron. Llegó una partida de nacionalistas vascos que los salvó, conduciéndolos al fuerte de Guadalupe en Fuenterrabía. 
Desde que fue detenido en su casa de Zarauz, la tarde del 23 de julio de 1936, Honorio Maura Gamazo llegó a desear que los miembros del pelotón, en vez de dispararle con pólvora, lo hiciesen con balas de verdad:
«… La Cárcel fue para Honorio Maura un verdadero suplicio… Para burla y escarnio rapáronle la cabeza. Hacíanle fregar las escaleras y barrer el patio… De repente, recibía la orden de ponerse en marcha hacia la playa para ser fusilado. Y a la playa le llevaban. Poníanle delante de una roca o de un motón de arena y formaban ante él, con toda solemnidad, el piquete de fusileros. Le apuntaban y a la voz de “fuego”, disparaban… con pólvora sola. Acercábanse a él, con muecas y risas, y le decían: Has pasado miedo, ¿eh? No te apures que todavía no ha llegado tu hora. Otras veces, acabada la trágica broma, íbanse hacia él y le insultaban, le escupían y a culatazos, le dejaban medio muerto y luego le volvían a su celda». 

A la vista de las brigadas navarras que conquistaban en aquel momento Irún, fue fusilado por los milicianos anarquistas en septiembre de 1936. 
Sus últimas palabras fueron: «Soy un barco que se hunde cuando está entrando en el puerto».

 El 8 de enero de 1937 fue enterrado en Pamplona.

### Refugio familia e Hijos
Su viuda Sara Pieres y sus cinco hijos Paloma, Jaime, Iván, Alicia y Hernando Maura, buscaron refugio en Zarauz en la casa vecina del Embajador argentino Daniel García-Mansilla, llamada la Casa azul de Ayala. El 1 de agosto, una delegación del Frente Popular de Zarauz conminó al embajador argentino a que entregase a los asilados, a lo que éste se negó. La casa fue sitiada, incomunicada y las cuentas bancarias del embajador fueron bloqueadas, relata el embajador argentino: 

Dispuse la salida de las mujeres y niños en el autobús que diariamente hacía el servicio entre Zaráuz y Guetaria, para no despertar la atención. Iban en él, mi mujer, la del agregado Señor Castro Gache y sus dos hijos, la Señora Sara Pieres de Maura con sus cinco hijos, la duquesa de Hijar, la marquesa de la Romana, la marquesa de Sobroso con tres niños y el servicio. La Señora de Semprún con sus hijos, fue requerida por su padre para que regresase a su 
hogar, por haber desaparecido la amenaza de una nueva movilización infantil.

 Continúa: 

Dejé yo mismo embarcados en la lancha del “Albatros” a mis asilados hombres y mujeres, no sin nueva dificultades, producidas por la animosidad de las autoridades 
soviéticas del puerto de Guetaria, pretendieron éstas impedir el embarque, pero desbaraté esta nueva insidia por medio de una premiosa reclamación telefónica ante el Gobernador de Guipúzcoa.

 Su viuda e hijos estuvieron una corta temporada en San Juan de Luz, Francia y de ahí, se embarcaron hacia Estoril donde se reunieron con Gabriel Maura Gamazo, duque de Maura, que formaba parte del consejo de D. Juan de Borbón y toda su familia, donde pasaron parte de la guerra.

## Obras de teatro
- Corazón de mujer. 1924. Estrenada en el teatro Eslava. Con Catalina Barcena y Manuel Collado
- "1945; La comedia del Porvenir" Escrita en 1920.
- Como la hiedra al tronco. 1924.
- Baby. 1924. Estrenada en el teatro Eslava de Madrid.
- La vuelta al redil. Estrenada al teatro Lara de Madrid, 1925, 23 de febrero..
- Susana tiene un secreto.1926, en colaboración con Gregorio Martínez Sierra, 8 de enero de 1926, estrenada en el teatro Eslava.
- El buen camino. 1926 estrenada en el teatro Reina Victoria de San Sebastián, por la compañía Ladrón de Guevara-Rivelles.
- Julieta compra un hijo, en colaboración con Gregorio Martínez Sierra, 1926. estrenada en el teatro Reina Victoria con Josefina Díaz.
- ¡En paz!. Estrenada al teatro Larra de Madrid, 1927, 3 de marzo.
- Su mano derecha.1928 Estrenada en el teatro Infanta Beatriz.
- Cuento de hadas. 1928. Estrenada en el teatro Infanta Isabel.
- La muralla de oro. 1928. Estrenada en el teatro Reina Victoria de Madrid con Josefina Artigas y Manuel Dicenta.
- El fin trágico del príncipe Frescolín, representada en el Teatro Calderón.
- Raquel.1928 Estrenada en el teatro Larra de Madrid.
- El Náufrago. 1928, pasatiempo representable en un acto.
- Mary la insoportable, en colaboración con Gregorio Martínez Sierra. 1929. Estrenada en el teatro de la Comedia.
- ¡Me lo daba el corazón! 1930. Estrenada en el teatro Cómico.

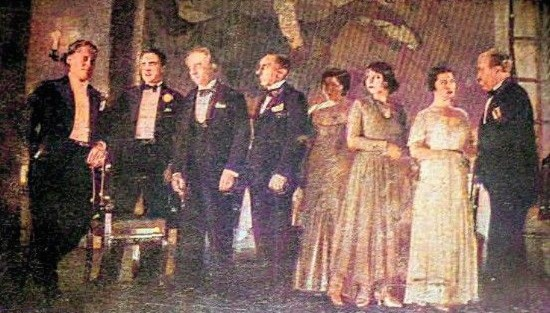
La condesita y su bailarín

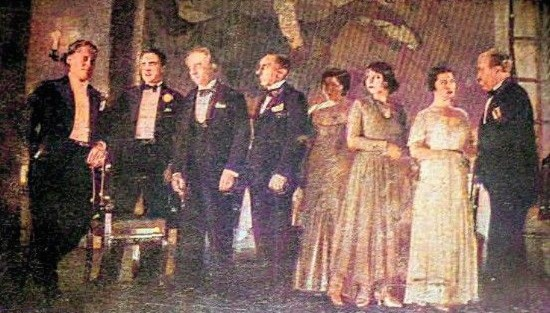
La condesita y su bailarín

- La condesita y su bailarín. 1930 en el teatro de la comedia de Madrid. Con Salvador Soler y Milagros Leal.
- La noche loca. Estrenada el 4 de marzo de 1931. teatro Infanta Isabel, con Eloísa Muro y Manuel Collado. * "A Pecar...hacer penitencia!!" Estrenada en el teatro Barcelona, por la compañía de la actriz Carmen Díaz.
- El príncipe que todo lo aprendió en la vida. Estrenada el 21 de abril de 1931, en el teatro Victoria, con Antonio Vico y Carmen Carbonell.

Se relaciona con la preocupación Honorio Maura, por analizar las causas que incidieron en el final del reinado de Alfonso XIII.
- Eva indecisa, estrenada el 5 de enero de 1932 en el teatro Beatriz, con Hortensia Gelabert.
- El balcón de la felicidad. 1932. Estrenada en el teatro Fontalba. Primera actriz; Carmen Díaz.
- Por sus pasos contados. 1932. Estrenada en el teatro María Isabel de Madrid con la actriz principal, María Lajos y Manolo Collado.
- La mujer misteriosa. 1933. Estrenada en el teatro Eslava con Catalina Barcena y Manrique.
- Con, de, en, por, sin, sobre, tras el sentido común, 1934
- Las desencantadas. Diciembre de 1934. Teatro Muñoz Seca, Madrid. Primera actriz: Carmen Carbonell, con Antonio Vico.
- Hay que ser modernos. 1935. Estrenada en el teatro Maravillas con María Brú y José Isbert.
- "Hay que ser modernos". Reestreno,1992. Producción "Obispo Acuña" Dirección: Manuel Martín Mena. Intérpretes: Lucia, Issac, Manuel Martín Mena. El 19 de noviembre de 1992, en el Salón de Actos del Centro Cultural de Caja Salamanca y Soria de Zamora
- Un negocio excelente. 1935. Inaugurada en el teatro de la Zarzuela, Madrid con Irene López Heredia y Mariano Asquerino.

- Corazón de mujer. 1924. Estrenada en el teatro Eslava. Con Catalina Barcena y Manuel Collado
- "1945; La comedia del Porvenir" Escrita en 1920
- Como la hiedra al tronco. 1924
- Baby. 1924. Estrenada en el teatro Eslava de Madrid.
- La vuelta al redil. Estrenada al teatro Lara de Madrid, 1925, 23 de febrero..
- Cuento de hadas. 1928. Estrenada en el teatro Infanta Isabel.
- La muralla de oro. 1928. Estrenada en el teatro Reina Victoria de Madrid con Josefina Artigas y Manuel Dicenta.
- El fin trágico del príncipe Frescolín, representada en el Teatro Calderón.
- Las pobrecitas" Por Juan Ignacio Luca de Tena y Honorio Maura.
- Raquel.1928 Estrenada en el teatro Larra de Madrid.
- El Náufrago. 1928, pasatiempo representable en un acto.
- Mary la insoportable, en colaboración con Gregorio Martínez Sierra. 1929. Estrenada en el teatro de la Comedia.
- ¡Me lo daba el corazón! 1930. Estrenada en el teatro Cómico.

- La condesita y su bailarín. 1930 en el teatro de la comedia de Madrid. Con Salvador Soler y Milagros Leal.
- La noche loca. Estrenada el 4 de marzo de 1931. teatro Infanta Isabel, con Eloísa Muro y Manuel Collado. * "A Pecar...hacer penitencia!!" Estrenada en el teatro Barcelona, por la compañía de la actriz Carmen Díaz.
- El príncipe que todo lo aprendió en la vida. Estrenada el 21 de abril de 1931, en el teatro Victoria, con Antonio Vico y Carmen Carbonell.
- Eva indecisa, estrenada el 5 de enero de 1932 en el teatro Beatriz, con Hortensia Gelabert.
- El balcón de la felicidad. 1932. Estrenada en el teatro Fontalba. Primera actriz; Carmen Díaz.
- Con, de, en, por, sin, sobre, tras el sentido común, 1934
- Las desencantadas. Diciembre de 1934. Teatro Muñoz Seca, Madrid. Primera actriz: Carmen Carbonell, con Antonio Vico.
- Hay que ser modernos. 1935.
- Un negocio excelente. 1935. Inaugurada en el teatro de la Zarzuela, Madrid con Irene López Heredia y Mariano Asquerino.